# Eleições estaduais em Sergipe em 2006
As eleições estaduais em Sergipe em 2006 ocorreram em 1º de outubro como parte das eleições gerais em 26 estados e no Distrito Federal. Foram eleitos o governador Marcelo Déda, o vice-governador Belivaldo Chagas e a senadora Maria do Carmo Alves, além de oito deputados federais e vinte e quatro estaduais. Como o vencedor atingiu a maioria dos votos válidos, a eleição terminou em primeiro turno impedindo assim a reeleição de João Alves Filho.
Advogado graduado pela Universidade Federal de Sergipe, o governador Marcelo Déda compôs o Diretório Central dos Estudantes e construiu sua carreira política no PT. Natural de Simão Dias, perdeu a eleição para deputado estadual em 1982 e as disputas para prefeito de Aracaju em 1985 e 1988. Eleito deputado estadual em 1986, ficou na suplência em 1990. Eleito deputado federal em 1994 e 1998, renunciou no ano 2000 ao eleger-se prefeito de Aracaju. Reeleito em 2004, renunciou ao cargo em favor de Edvaldo Nogueira a fim de disputar o governo do estado.
Também nascido em Simão Dias, o defensor público Belivaldo Chagas foi eleito deputado estadual pelo PFL em 1990 e pelo PP em 1994. Após ingressar no PSB foi reconduzido à Assembleia Legislativa de Sergipe em 1998 e 2002 sendo eleito vice-governador de Sergipe em 2006.
Advogada natural de Cedro de São João e formada na Universidade Federal de Sergipe em 1966, Maria do Carmo Alves passou a dirigir a Habitacional Construções quando o marido, João Alves Filho, foi nomeado prefeito de Aracaju em 1975 pelo governador José Rollemberg Leite. Em sua atuação empresarial dirigiu também o Sistema de Rádio e Televisão Aracaju. Originária do PFL, foi derrotada ainda em primeiro turno ao disputar a prefeitura da capital sergipana em 1996, infortúnio revertido ao eleger-se senadora em 1998. Durante a maior parte de 2003 foi secretária de Combate à Pobreza no terceiro mandato de João Alves Filho como governador de Sergipe e em 2006 reelegeu-se senadora.

## Resultado da eleição para governador
| Candidatos a governador do estado  | Candidatos a vice-governador | Número | Coligação                                                                 | Votação | Percentual |
| ---------------------------------- | ---------------------------- | ------ | ------------------------------------------------------------------------- | ------- | ---------- |
| Marcelo Déda PT                    | Belivaldo Chagas PSB         | 13     | Sergipe vai mudar (PT, PSB, PMDB, PL, PTB, PCdoB)                         | 524.826 | 52,46%     |
| João Alves Filho PFL               | Fabiano Oliveira PSDB        | 25     | Sergipe no rumo certo (PFL, PSDB, PP, PPS, PSC, PV, PTN, PAN, PHS, PTdoB) | 450.405 | 45,02%     |
| João Fontes PDT                    | Paulo Valiati PDT            | 12     | PDT (sem coligação)                                                       | 21.183  | 2,12%      |
| Professor Celestino PCB            | Adriano Cruz PCB             | 21     | PCB (sem coligação)                                                       | 2.562   | 0,26%      |
| Adelson Alves PSDC                 | Genivaldo Monteiro PSDC      | 27     | PSDC (sem coligação)                                                      | 1.393   | 0,14%      |
| Stoessel Chagas Nunes (Toeta) PSTU |                              | 16     | Frente de Esquerda de Sergipe PSTU e PSOL                                 | 0       | 0%         |

## Resultado da eleição para senador
O resultado da eleição para senador traz números oriundos do Tribunal Superior Eleitoral que apurou 859.422 votos nominais.
| Candidatos a senador da República | Candidatos a suplente de senador            | Número | Coligação                                                                 | Votação | Percentual |
| --------------------------------- | ------------------------------------------- | ------ | ------------------------------------------------------------------------- | ------- | ---------- |
| Maria do Carmo Alves PFL          | Virgínio de Carvalho PFL Emanuel Cacho PFL  | 251    | Sergipe no rumo certo (PFL, PSDB, PP, PPS, PSC, PV, PTN, PAN, PHS, PTdoB) | 468.546 | 50,08%     |
| José Eduardo Dutra PT             | Benedito de Figueiredo PMDB Luiz Eduardo PL | 131    | Sergipe vai mudar (PT, PSB, PMDB, PL, PTB, PCdoB)                         | 442.155 | 47,26%     |
| Professor Bosco PCB               | Adalcy Costa PCB Maria Gilvanete PCB        | 211    | PCB (sem coligação)                                                       | 10.648  | 1,14%      |
| Nilton Vieira Lima PDT            | Oscarlito Souza PDT João Medeiros PDT       | 123    | PDT (sem coligação)                                                       | 9.450   | 1,01%      |
| Heitor Pereira Alves PSOL         | Germano Tavares PSTU Maurina Lima PSTU      | 500    | Frente de esquerda de Sergipe (PSOL, PSTU)                                | 4.736   | 0,51%      |

## Deputados federais eleitos
São relacionados os candidatos eleitos com informações complementares da Câmara dos Deputados.

Representação eleita
  PFL: 3
  PSC: 1
  PTB: 1
  PSDB: 1
  PSB: 1
  PT: 1

| Número | Deputados federais eleitos | Partido | Votação | Percentual | Cidade onde nasceu | Unidade federativa |
| 2000   | Eduardo Amorim             | PSC     | 115.466 | 11,46%     | Itabaiana          | Sergipe            |
| 1414   | Jackson Barreto            | PTB     | 100.366 | 9,96%      | Santa Rosa de Lima | Sergipe            |
| 4545   | Albano Franco              | PSDB    | 97.019  | 9,63%      | Aracaju            | Sergipe            |
| 4040   | Valadares Filho            | PSB     | 85.450  | 8,48%      | Aracaju            | Sergipe            |
| 2500   | José Carlos Machado        | PFL     | 68.334  | 6,78%      | Itabaiana          | Sergipe            |
| 2510   | Mendonça Prado             | PFL     | 56.192  | 5,57%      | Aracaju            | Sergipe            |
| 2533   | Jerônimo Reis              | PFL     | 54.000  | 5,36%      | Lagarto            | Sergipe            |
| 1390   | Iran Barbosa               | PT      | 41.850  | 4,15%      | Aracaju            | Sergipe            |

## Deputados estaduais eleitos
Estavam em jogo 24 cadeiras na Assembleia Legislativa de Sergipe.

Representação eleita
  PSC: 6
  DEM: 4
  PT: 4
  PSB: 2
  PMDB: 2
  PTdoB: 2
  PSDB: 1
  PRB: 1
  PDT: 1
  PP: 1

Fonteː
| Número | Deputados estaduais eleitos | Partido | Votação | Percentual | Cidade onde nasceu | Unidade federativa |
| 20101  | André Moura                 | PSC     | 38.778  | 3,81%      | Salvador           | Bahia              |
| 20000  | César Mandarino             | PSC     | 33.955  | 3,34%      | Aracaju            | Sergipe            |
| 40123  | Adelson Barreto             | PSB     | 33.587  | 3,30%      | Aracaju            | Sergipe            |
| 25555  | Augusto Bezerra             | PFL     | 30.267  | 2,98%      | Aracaju            | Sergipe            |
| 13900  | Ana Lúcia                   | PT      | 30.021  | 2,95%      | Aracaju            | Sergipe            |
| 25110  | Antônio Passos              | PFL     | 28.554  | 2,81%      | Cícero Dantas      | Bahia              |
| 13192  | Rogério Carvalho            | PT      | 26.208  | 2,58%      | Aracaju            | Sergipe            |
| 20200  | Susana Azevedo              | PSC     | 24.958  | 2,45%      | Aracaju            | Sergipe            |
| 25000  | Arnaldo Bispo               | DEM     | 24.682  | 2,43%      | Itabaiana          | Sergipe            |
| 45123  | Luiz Mitidieri              | PSDB    | 24.652  | 2,42%      | Boquim             | Sergipe            |
| 11111  | Venâncio Fonseca            | PP      | 23.874  | 2,35%      | Boquim             | Sergipe            |
| 25678  | Celinha Franco              | PFL     | 22.414  | 2,20%      | Aracaju            | Sergipe            |
| 20456  | Zeca                        | PSC     | 21.135  | 2,08%      | Aracaju            | Sergipe            |
| 20123  | Valmir da Madereira         | PSC     | 20.912  | 2,06%      | Salgado            | Sergipe            |
| 43123  | Armando Batalha             | PV      | 20.063  | 1,97%      | Aracaju            | Sergipe            |
| 70555  | Paulinho da Varzinhas Filho | PTdoB   | 19.183  | 1,89%      | Aracaju            | Sergipe            |
| 45250  | Ulisses Andrade             | PSDB    | 19.129  | 1,88%      | Canhoba            | Sergipe            |
| 20111  | Angélica Guimarães          | PSC     | 19.077  | 1,88%      | Japoatã            | Sergipe            |
| 15000  | Garibalde Mendonça          | PMDB    | 18.145  | 1,78%      | Aracaju            | Sergipe            |
| 13300  | Francisco Gualberto         | PT      | 16.799  | 1,65%      | São Cristóvão      | Sergipe            |
| 70333  | João da Graça               | PTdoB   | 16.589  | 1,63%      | Graccho Cardoso    | Sergipe            |
| 13600  | Conceição Vieira            | PT      | 15.629  | 1,54%      | Aracaju            | Sergipe            |
| 22222  | Pastor Mardoqueu            | PL      | 15.117  | 1,49%      | São Paulo          | São Paulo          |
| 14123  | Prof. Wanderlê              | PTB     | 14.878  | 1,46%      | Aracaju            | Sergipe            |